# Ochojec (Rybnik)
Ochojec (niem. Ochojetz) – peryferyjna część miasta i dzielnica Rybnika, położona jest na północnym obrzeżu miasta, przy trasie drodze krajowej nr 78. Jest to najbardziej wysunięta na północ dzielnica miasta.
- Liczba mieszkańców: ok. 2 025 (dane z 2017 r.).

## W dzielnicy
- kościół pw. Matki Boskiej Częstochowskiej
- neogotycka kapliczka z 1910 r. pw. Matki Boskiej Częstochowskiej
- Ochotnicza Straż Pożarna
- filia nr 12 Powiatowej i Miejskiej Biblioteki Publicznej w Rybniku
- cmentarz parafialny
- Zespół Szkolno-Przedszkolny nr 3 im. Jana Pawła II

## Dawne nazwy Ochojca
- Oltendorph (Stara wieś) 1291
- Ochotzetz 1531
- Ochodetz 1581
- Ochodecz 1614
- Ochojec 1679
- Ochoyetz 1745
- Ochojez 1784
- Ochojec

## Historia

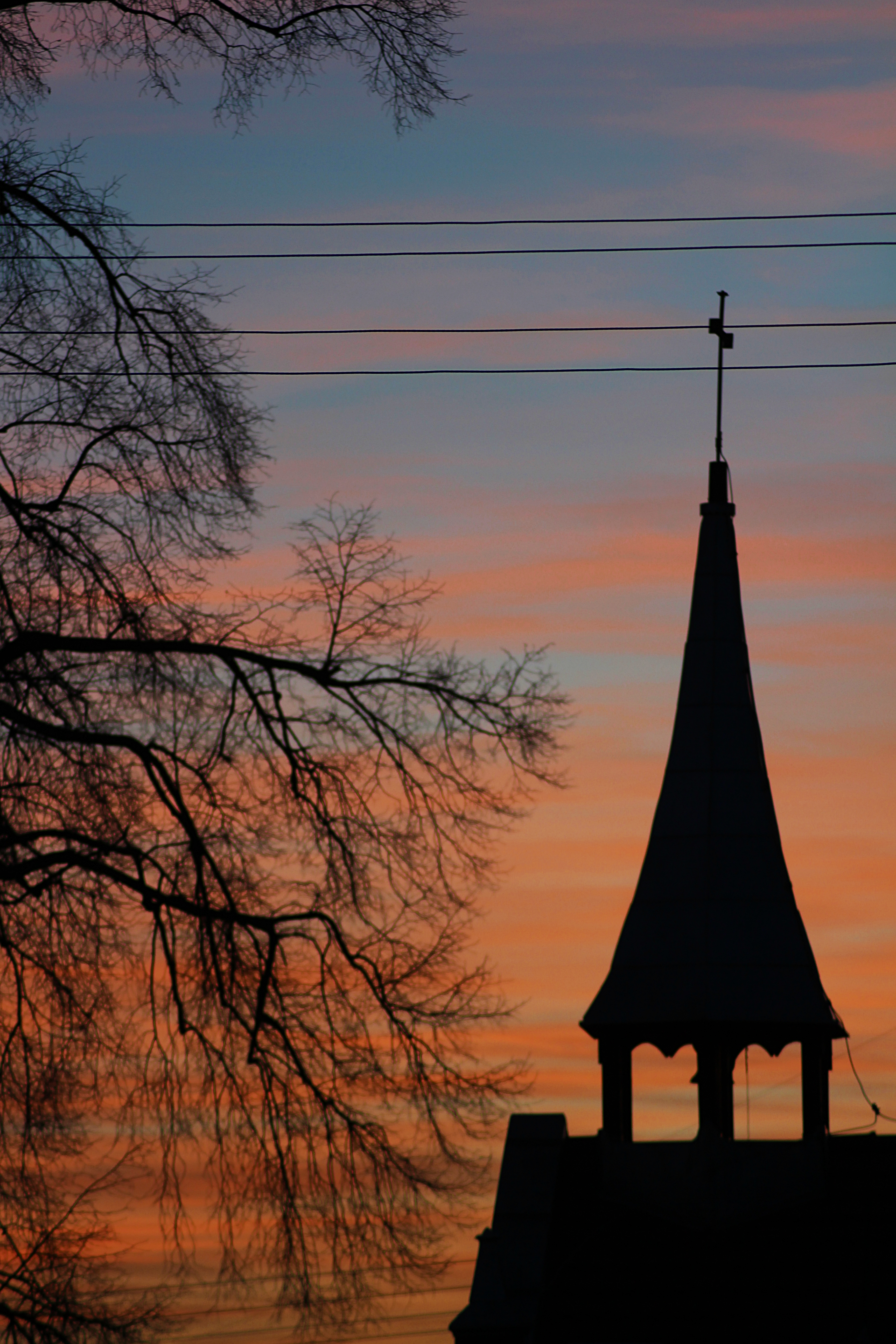
Kaplica pw. Matki Boskiej Częstochowskiej znajdująca się w Ochojcu

Po raz pierwszy o istnieniu osady czytamy w wykazie wsi płacących czynsz kolegiacie w Opolu, pochodzącym z 1291 roku. W dokumencie tym nie figuruje jednak jako „Ochojec”, a „Stara Wieś”. Obecna nazwa ukształtowała się dopiero w XVI wieku, a jej pierwotne brzmienie „Ochodziec” oznaczało miejsce, które należy obejść.
Dawny Ochojec szczycił się tradycjami myśliwskimi. Miał ku temu doskonałe warunki, z ówczesnych opisów dowiadujemy się, że: „(...) piękna dąbrowa i bukowina znajdowała się pod Ochojcem, w którym były jelenie, sarny i dziki(...)”.
Począwszy od pierwszej połowy XVI stulecia miejscowość należała do rybnickiego państwa stanowego i jego kolejnych właścicieli: rodów Hohenzollernów, Lobkowitzów, Węgierskich. W 1818 roku Ochojec wszedł w administracyjny obszar nowo powstałego powiatu rybnickiego.
W 1888 roku w Ochojcu powstała pierwsza jednoklasowa szkoła. Zakres nauczania rozszerzono o kolejne dwie klasy po wybudowaniu nowego budynku szkolnego w 1910 roku. Natomiast w poprzednim zamieszkała rodzina Machoczków – właścicieli tartaku. Dom ten nie przetrwał do naszych czasów, spalony przez Rosjan w 1945 roku. W tym samym okresie co szkołę, mieszkańcy Ochojca wybudowali kaplicę pw. Matki Boskiej Częstochowskiej. To samo wezwanie otrzymał kościół parafialny, wzniesiony w latach 1983–1991.
Po wojnie Ochojec włączono do Gminy Zbiorczej Wielopole. W latach 1973–1977 istniała gmina Ochojec, do której przydzielono również sąsiednie miejscowości. W 1977 roku wieś stała się sołectwem w gminie Pilchowice. Zaś od 1 stycznia 2001 roku jest 27 dzielnicą Rybnika.